# Margaret Jacobsohn
Margaret Jacobsohn – namibijska ekolożka. W 1993 wraz z Garthem Owem-Smithem otrzymała Nagrodę Goldmanów.
W 1993 wraz z orzymała nagrodę za stworzenie programu zarządzania zasobami naturalnymi, który uwzględniał zrównoważony rozwój obszarów wiejskich i troskę o naturę. Stał się on wzorem ochrony przyrody w całej Afryce.

## Model ochrony
W 1983 roku rozpoczął się ich program Integrated Rural Development and Nature Conservation (IRDNC) mający za zadanie kontrolować nielegalne polowania, przede wszystkim na nosorożce czarne i słonie, a także poprawić warunki życia lokalnej ludności. 
W następstwie ich inicjatywy w 1996 rząd Namibii przyjął tzw, ustawę o ochronie obszarów gminnych (ang. Communal Areas Conservation Act), co umożliwiło społecznościom wiejskim żyjącym na gruntach państwowych wykorzystywanie dzikiej przyrody, traktując ją jak gospodarstwa rolne zarządzane w sposób kolektywny.